# Orinoco
Az Orinoco (Río Orinoco) Dél-Amerika egyik leghosszabb folyója, hossza 2140 km, vízgyűjtő területe 880 000 km² nagyságú. Ennek 76,3%-a Venezuelában, a többi része pedig Kolumbiában található. Az Orinoco a fő közlekedési út Venezuela keleti és belföldi területei, valamint a kolumbiai llanók között.

## Története
Az első térkép, amely az Orinocót ábrázolta, 1529-ben készült. Az Orinoco deltáját és mellékfolyóit a 16. században egy német expedíció keretében Ambrosius Ehinger és utódai kutatták elsőként. 1531-ben Diego de Ordaz hajózott fel a folyón. Az 1800-as években Alexander von Humboldt német természettudós vizsgálta a folyó élővilágát.

## Földrajza

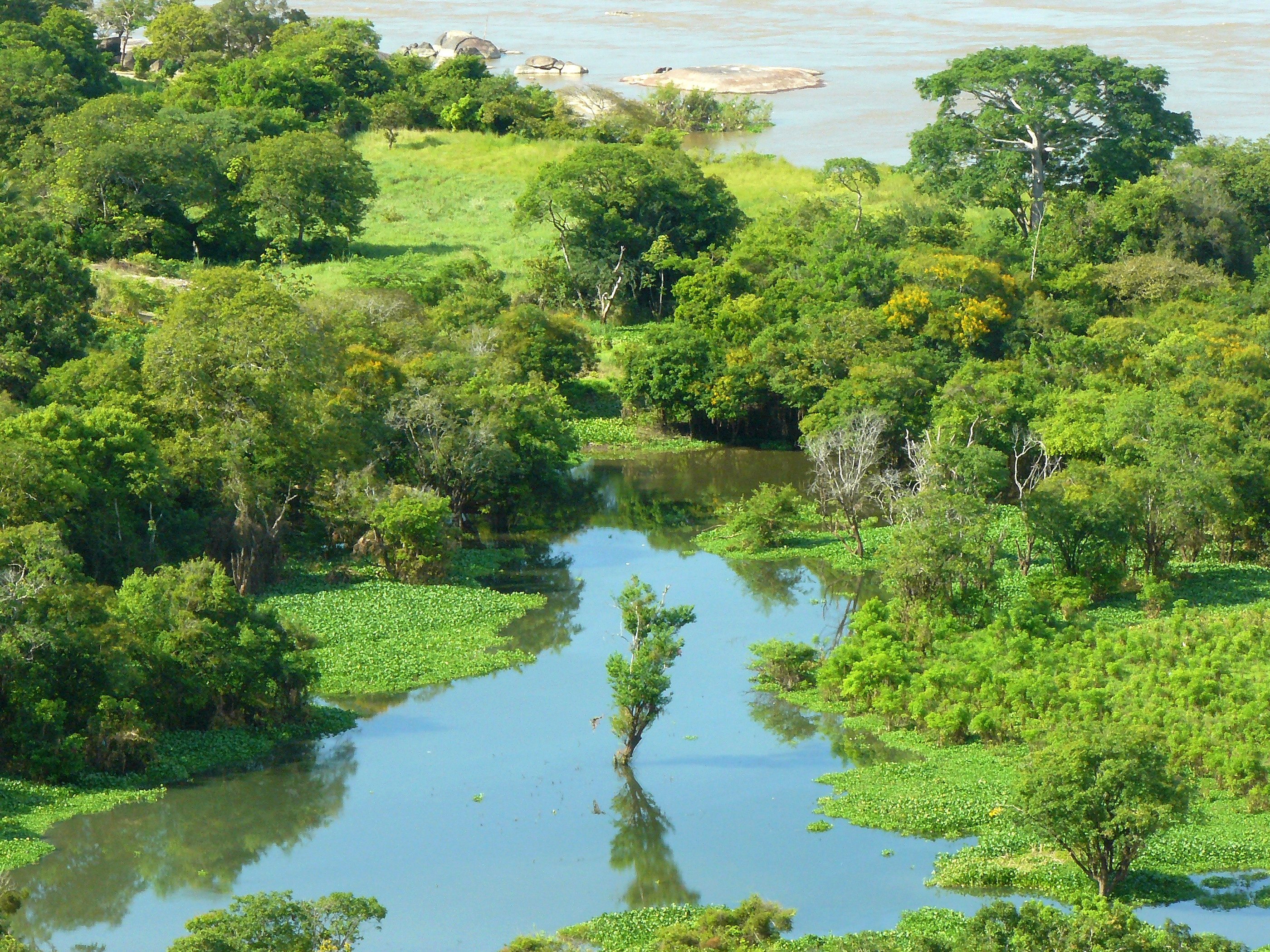
Az Orinoco látképe

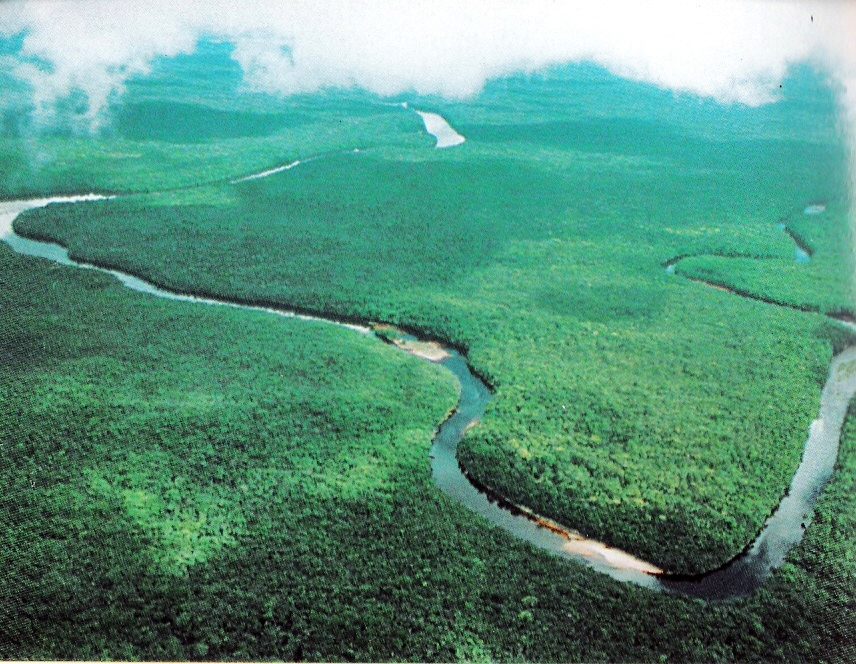
Az Orinoco deltájának egyik ága

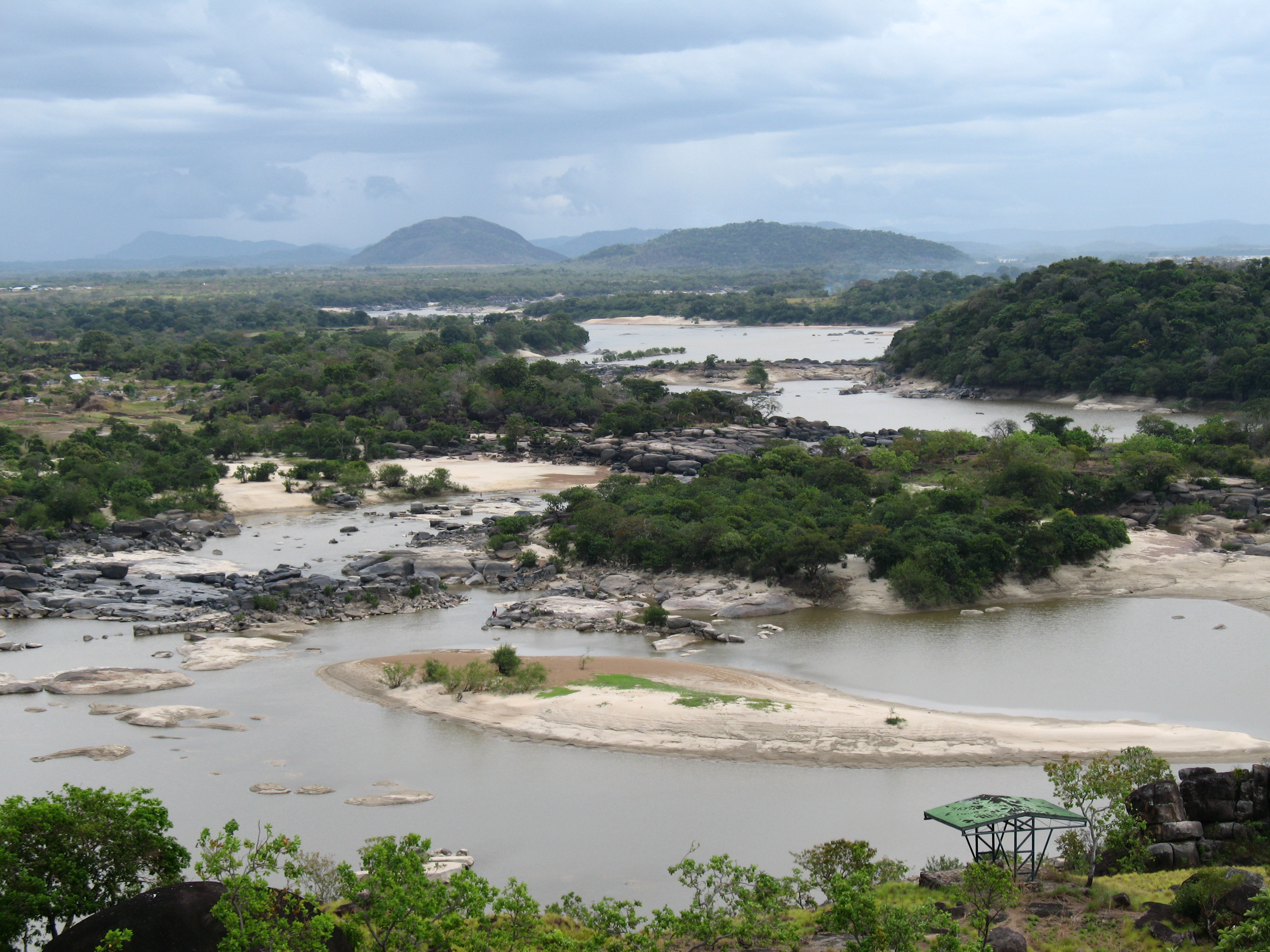
Az Orinoco látképe

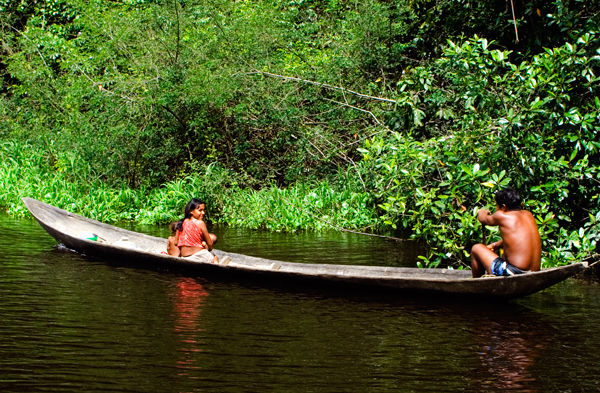
Warao indiánok hajóznak a folyón

Az Orinoco a Guyanai-hegyvidék déli lejtőin ered a Venezuela-Brazília határ közelében, 1047 m tengerszint feletti magasságban. Innentől keletről egy széles ellipszis alakú ívben öleli körbe a hegyvidéket, majd nyugatra fordul az Atlanti-óceán felé. A folyó négy eltérő hosszúságú szakaszra osztható:
- A Felső-Orinoco (242 km) a hegyvidéki tájon a folyó forrásától északnyugatra folyik. Útját a Raudales de Guaharibos elnevezésű zuhatag tarkítja.
- A Közép-Orinoco (750 km) két részre oszlik, az egyik nyugatra veszi az irányt Kolumbia felé, ahol 480 km után összefolyik az Atabapo és Guaviare nevű folyókkal San Fernando de Atabapo városnál. A másik ág észak felé folyik tovább a Kolumbia-Venezuela határ mentén, ahol mindkét partján a Guyanai-pajzs gránitfalai húzódnak, amelyek megakadályozták az ártér kialakulását. A folyó még az Atures-zuhatag előtt összefolyik a Meta-folyóval Puerto Carreño városnál.
- Az Alsó-Orinoco (959 km) az Atures-zuhatagtól egy alluviális síkságon folyik keresztül a folyó deltatorkolatáig.
- A Delta Amacuro (200 km) az Orinoco deltatorkolata, amely a Paría-öbölbe, az Atlanti-óceánba vezet. A folyó deltája 22 500 km², szélessége a 370 km-t is eléri. A delta több száz ága hatalmas területű, 41 000 km²-nyi mocsaras erdőséget hozott létre.

Az Orinoco az esős évszakban 22 km szélesre is duzzadhat, mélysége a 100 métert is elérheti. Az Orinoco legnagyobb mellékfolyója a Caroní, amely Puerto Ordaznál csatlakozik a főfolyóhoz, közel a Llovizna-vízeséshez. A Casiquiare-csatorna, amely az Orinocóból ered a Rio Negroba folyik, ami pedig az Amazonasba torkollik. Ily módon az Orinoco és az Amazonas összeköttetésben áll egymással.
A folyó vízgyűjtőterülete a trópusi monszun éghajlathoz tartozik, az átlaghőmérséklet 26,7 °C, az évi átlagos csapadék 900–2500 mm.

### Mellékfolyói
Az Orinoco mellékfolyói a forrástól a torkolatig a következőek:
- Ventuari (jobb)
- Guaviare (bal)
- Vichada (bal)
- Meta (bal)
- Capanaparo (bal)
- Arauca (bal)
- Apure (bal)
- Caura (jobb)
- Caroni (jobb)

## Ökológia

### Élővilág
Az Orinoco állatvilága jelentős, jelenleg nagyjából 300 emlősfajnak (jaguár, tapír, hangyász, tatu) 1 300 madárfajnak (különböző papagájfajok, tukán, ara, kolibri) 500 békafajnak, 250 hüllőfajnak (kajmán, anakonda) és egyéb 1000 tengeri állatfajnak ad otthont. A folyóval határos esőerdőben pedig több, mint 30 000 növényfaj él.

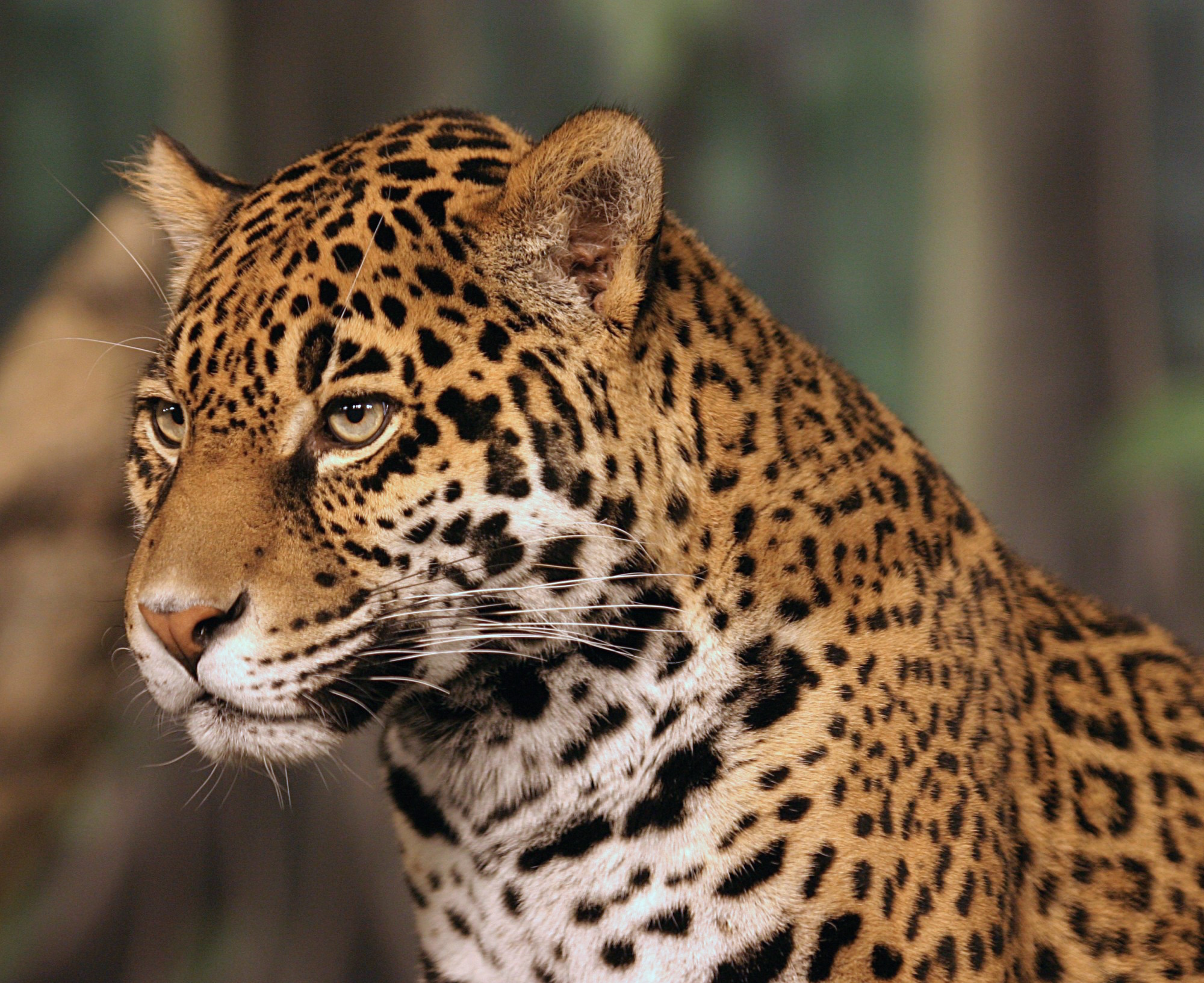
Jaguár
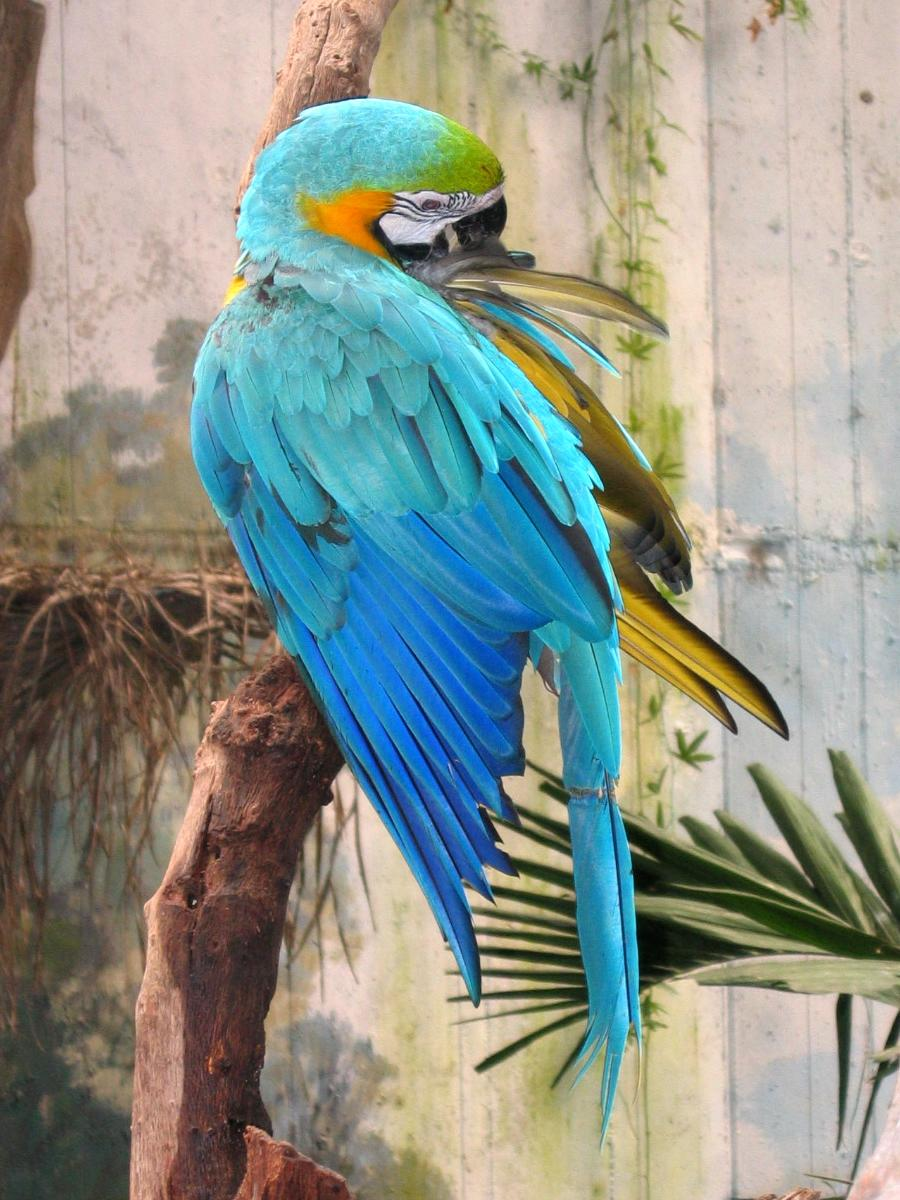
Arapapagáj
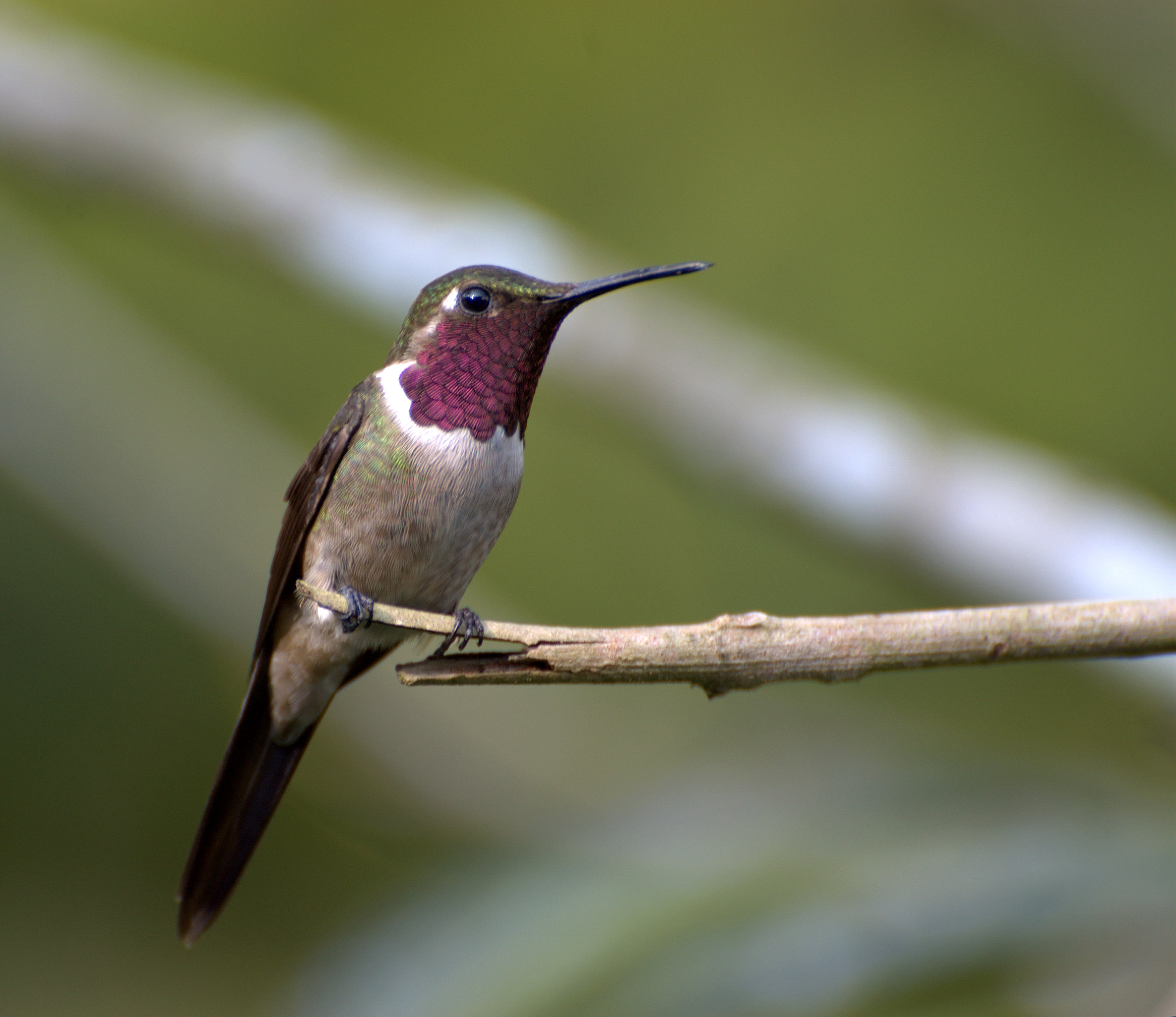
Kolibri
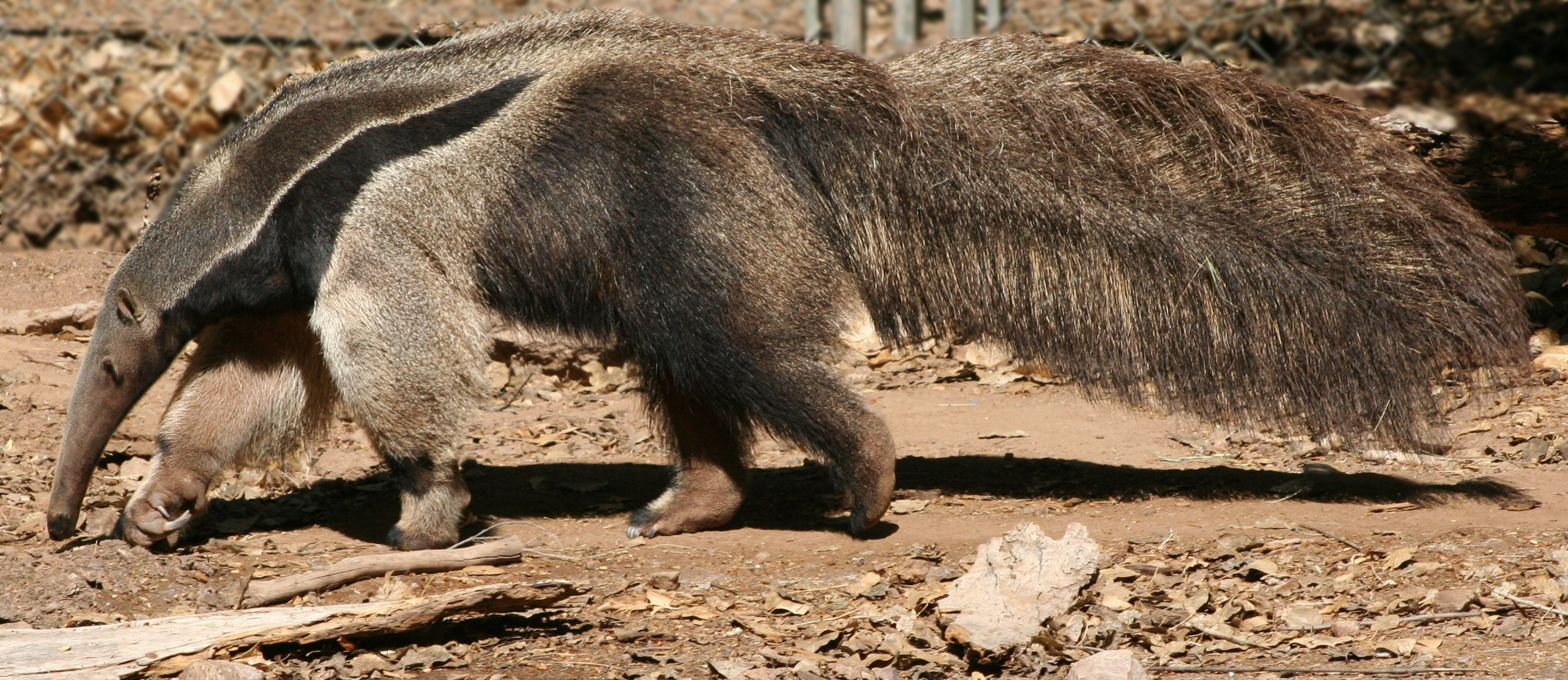
Hangyász

A folyó egyik jellegzetes élőlénye a boto, vagyis az amazonasi folyami delfin (Inia geoffrensis), amely az Orinocóban és annak mellékágaiban is előfordul. A boto, amelyet bőrszínének árnyalata miatt rózsaszín delfinnek is neveznek, a legnagyobb folyami delfinfaj, agya 40%-kal nagyobb az emberénél. A folyami delfin e faja a túlzott halászat és környezetszennyezés miatt mára már felkerült a veszélyeztetett fajok listájára.[forrás?]
{{A folyó sajátos faja még az orinocói krokodil (Crocodylus intermedius), amely csak az Orinoco medencéjében fordul elő. Ez a krokodilfaj a világ legritkább élőlényei közé tartozik, egyedszáma nagyjából 250-1500-ra tehető.}}
A folyó otthont ad még a Pygocentrus cariba elnevezésű piranhafajnak is, amelynek élőhelye is csak Venezuelára korlátozódik.

### Környezetvédelem
Az Orinoco mentén mozaikosan találhatók különböző vizes élőhelyek, elöntött gyepek, mocsári erdők és mangrove-erdők. Ez a terület világviszonylatban is jelentős vizes élőhely, mely több veszélyeztetett fajnak ad otthont. Deltájában van a világ egyik legnagyobb várzeaerdeje.
A területet veszélyezteti a folyószabályozás, gátépítések, a környékbeli kőolaj-kitermelés és kutatás, valamint a gyorsan növekvő emberi populáció és a városok terjeszkedése. A városok és falvak közelében jellemző a túlhalászat is. Súlyos probléma, hogy az 1960-as években árvízvédelmi programot indítottak azzal a szándékkal, hogy több földet tudjanak bevonni a szarvasmarha-tenyésztés területeibe. Azonban a program súlyos és nem várt mellékhatásokkal járt, drámai változások következtek be a vizes élőhelyeken. A csökkentett vízszint a delta felső részén fokozott árapályhoz vezetett, a vízszintingadozás már a napi 1-2 métert is meghaladta. Ez rövid távon a sótartalom növekedéséhez vezetett, mely hatással volt a folyó növény- és állatvilágára is, melyek nem tudtak alkalmazkodni a megváltozott feltételekhez.

## Gazdaság

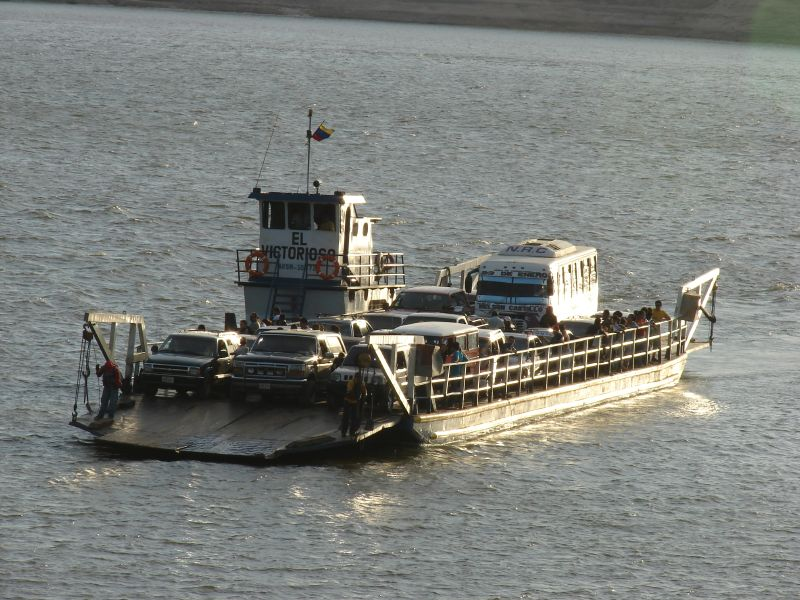
Komp az Orinoco folyón

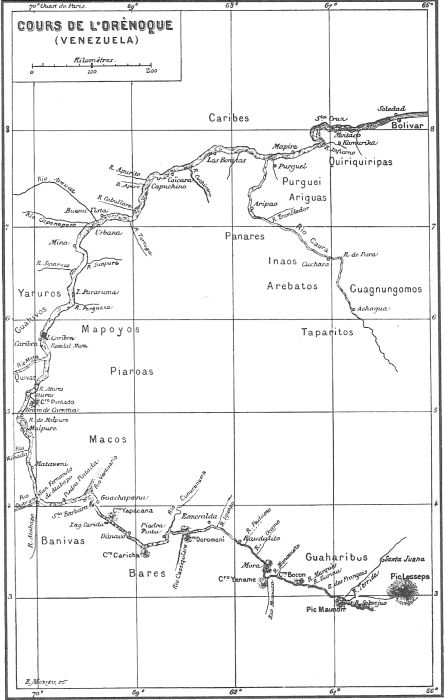
Verne regényének illusztrációja

A folyó legtöbb szakasza hajózható, gyakran használják áruszállításra. Az első híd, mely a folyón épült, Ciudad Bolívar városában található, 2006-ban adták át a második hidat Puerto Ordazban.
A folyó közelében található nagyobb városok a következők:
- Puerto Ayacucho
- Caiçara del Orinoco
- Guasdualito
- Barinas
- Guanare
- Acarigua - Araure
- San Fernando de Apure
- Dungeon
- San Juan de los Morros
- Valle de la Pascua
- El Tigre
- Maturín
- Ciudad Bolívar
- Ciudad Guayana
- Tucupita
- Soledad

## Kultúra
A folyó több könyvben is megjelenik, a nevezetesebb alkotások:
- Jules Verne: A büszke Orinoco című regénye
- Blaise Cendrars: Moravagine című regénye
- Robert Ganzo: Orinoco című verse
- Emilio Carballido: Orinoco
- Enya világsikert aratott Orinoco Flow című dala részben az Orinoco folyóról szól.

## Fordítás
- Ez a szócikk részben vagy egészben  az   Orinoco című angol Wikipédia-szócikk fordításán alapul.  Az eredeti cikk szerkesztőit annak laptörténete sorolja fel. Ez a jelzés csupán a megfogalmazás eredetét és a szerzői jogokat jelzi, nem szolgál a cikkben szereplő információk forrásmegjelöléseként.
- Ez a szócikk részben vagy egészben  az   Orinoco című spanyol Wikipédia-szócikk fordításán alapul.  Az eredeti cikk szerkesztőit annak laptörténete sorolja fel. Ez a jelzés csupán a megfogalmazás eredetét és a szerzői jogokat jelzi, nem szolgál a cikkben szereplő információk forrásmegjelöléseként.